# Almoloya, Cuautepec de Hinojosa
Almoloya är en ort i Mexiko.   Den ligger i kommunen Cuautepec de Hinojosa och delstaten Hidalgo, i den sydöstra delen av landet, 110 km nordost om huvudstaden Mexico City. Almoloya ligger 2 277 meter över havet och antalet invånare är 2 659.
Terrängen runt Almoloya är kuperad åt sydost, men åt nordväst är den platt. Runt Almoloya är det ganska tätbefolkat, med 108 invånare per kvadratkilometer. Närmaste större samhälle är Tulancingo, 8,3 km nordväst om Almoloya. Trakten runt Almoloya består till största delen av jordbruksmark.